# الجدول الزمني لوباء فيروس الإيبولا في غرب إفريقيا
تتناول هذه المقالة الجدول الزمني لتفشي وباء إيبولا في غرب إفريقيا عام 2014 وانتشاره في أماكن أخرى. تشير أيقونات الأعلام إلى المناطق التي أعلنت حالات العدوى المؤكدة والوفاة الأولى والحالات المنقولة ثانويًا، بالإضافة إلى المعلومات المعلنة من قبل الهيئات والمؤسسات المعنية، كمنظمة الصحة العالمية ومراكز الولايات المتحدة للسيطرة على الأمراض والوقاية منها مثلًا، والمنظمات غير الحكومية، كأطباء بلا حدود مثلًا. إضافةً لذلك، توفر المقالة أيضًا معلومات عن عمليات الإجلاء الطبي والقيود المفروضة على تأشيرات الدخول وأوامر إغلاق الحدود والحجر الصحي والأحكام القضائية والحالات التي قد تكون حيوانية المنشأ.

## الجدول الزمني
قد يكون تاريخ تأكيد الحالات الأولى للمرض، أو أي حدث في بلد ما، قبل تاريخ الأحداث بالتوقيت المحلي أو بعدها، ويرجع ذلك لتقسيم خط التاريخ الدولي.

### ديسمبر 2013
غينيا: يعتقد الباحثون أن الطفل، الذي بلغ من العمر عامين، كان المريض رقم صفر لوباء مرض فيروس الإيبولا الحالي. توفي الطفل في ديسمبر 2013 في قرية ميلياندو بمحافظة غويكيدو، ثم أصيبت والدته وأخته وجدته بأعراض مشابهة وتوفوا أيضًا. مثل الإيبولا مشكلة صحية عامة مهمة في إفريقيا جنوب الصحراء الكبرى، ووثقت إصابة بعض قردة الشمبانزي في منتزه تاي الوطني أيضًا، ومع ذلك، لم تسجل حينها سوى حالة واحدة فقط لدى البشر في غرب إفريقيا. في هذه الظروف وفي ظل وجود أنظمة صحة عامة سيئة، شخص الأطباء الحالات المبكرة خطًا بشكل يتوافق مع الأمراض الشائعة في المنطقة. وهكذا، انتشر مرض فيروس الإيبولا لعدة أشهر قبل التعرف عليه. في أواخر أكتوبر 2014، تأكدت حالة الطفل إميل أومونو. وفي وقت لاحق، اكتشفت الشجرة التي كان يقصدها الأطفال ليلعبوا مع الخفافيش الأنغولية حرة الذيل ويصطادوها ثم يقومون بشوائها وأكلها. قد يكون الاتصال بهذه الخفافيش، المعروفة بأنها مستودعات لفيروس الإيبولا، هو السبب المباشر لتفشي المرض، ومع ذلك، ما يزال الأمر مجرد تخمين.

### مارس 2014

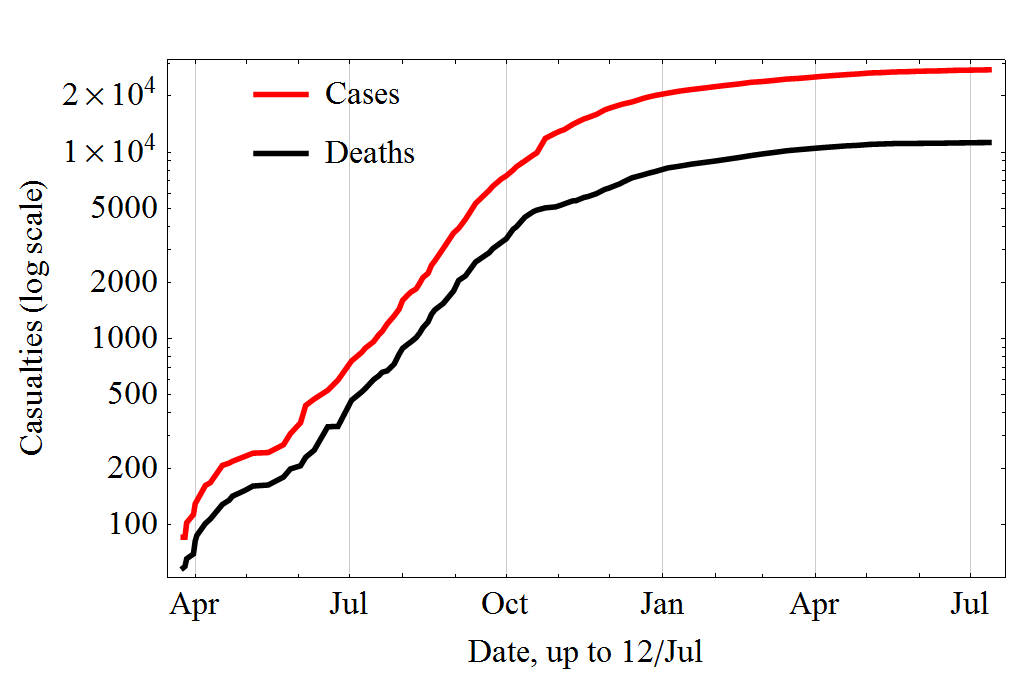
تطور جائحة فيروس إيبولا عام 2014 ممثل على مخطط نصف لوغاريتمي.

غينيا: أعلن مسؤولو الصحة الغينيون في 18 مارس عن جائحة حمى نزفية غامضة تفشت في البلاد بسرعة البرق، على حد وصفهم. سجلت الهيئات المسؤولة 35 حالة إصابة وما لا يقل عن 23 حالة وفاة. في 22 مارس، أكدت غينيا أن الحمى ناجمة عن مرض الإيبولا، وأبلغت عن 59 حالة وفاة محتملة.
 ليبيريا: في 24 مارس، أعلنت وزارات الإعلام والثقافة والسياحة والصحة الليبيرية عن حالتين مشتبه بهما في ليبيريا. كذلك، ذكرت الحكومة أن فيروس إيبولا عبر الحدود إلى ليبيريا، لكنها لم تؤكد تلك المعلومات.
 منظمة أطباء بلا حدود: في 24 مارس، أنشأت منظمة أطباء بلا حدود مركزًا لعزل المصابين في محافظة غويكيدو الغينية، وهو أول بناء مخصص لمكافحة الوباء في غرب إفريقيا.
 الأمم المتحدة: أصدرت منظمة الصحة العالمية في 25 مارس تقريرها الأول عن تفشي فيروس الإيبولا في غرب إفريقيا، وفيه ورد تأكيد معهد باستور والمركز الدولي لأبحاث الأمراض المعدية في ليون لوجود ثلاث عشرة حالة في أربع مقاطعات غينية.
 موريتانيا: بدءًا من 26 مارس، أغلقت موريتانيا جميع المعابر على طول نهر السنغال، وهو يمثل حدودها الطبيعية مع السنغال، باستثناء نقطتي دخول روسو ودياما.
 ليبيريا: في 27 مارس، راجعت حكومة ليبيريا بيانها الصادر في 24 مارس، وصرحت بأن فيروس الإيبولا لم يدخل البلاد بعد، ومع ذلك، خالف تقرير لاحق من منظمة الصحة العالمية تصريح البلاد للمرة الثانية.
 السنغال: في 28 مارس، أغلقت السنغال حدودها مع غينيا في محاولة لوقف تفشي الفيروس.
 ليبيريا: في 31 مارس، تأكدت أولى حالات الإصابة بمرض فيروس الإيبولا في ليبيريا، لدى مريضين من مقاطعتي لوفا ونيمبا، وقد كانا موضوع التقرير الذي ورد ذكره سابقًا في 24 مارس. توفيت مريضة مقاطعة لوفا في يوم تشخيص حالتها، لتصبح أول حالة وفاة في ليبيريا.
 الولايات المتحدة الأمريكية: في 31 مارس، أرسلت مراكز السيطرة على الأمراض والوقاية منها فريقًا من خمسة أشخاص إلى غينيا بغرض مساعدة وزارة الصحة الغينية ومنظمة الصحة العالمية على احتواء تفشي المرض.
 الأمم المتحدة: بحلول نهاية مارس، أعلنت منظمة الصحة العالمية عن وجود 112 حالة إصابة و70 حالة وفاة من مرض فيروس الإيبولا عمومًا (بما في ذلك الحالات المشتبه بها). ظهرت حالتان مؤكدتان في ليبيريا، وأبلغ عن العديد من الحالات المشتبه بها في سيراليون وليبيريا.

### أبريل 2014
مالي: في 7 أبريل، أعلنت مالي عن ست حالات مشتبه بها، لكنها أكدت عدم ارتباطها بمرض فيروس الإيبولا لاحقًا.
 ليبيريا: في 12 أبريل، سجلت حالات جديدة في مقاطعتي مارغيبي ومونتسرادو، ما رفع العدد الإجمالي للمقاطعات التي تفشي فيها مرض فيروس الإيبولا إلى أربعة.
 غينيا: في 30 أبريل، أبلغت وزارة الصحة الغينية عن 221 حالة مؤكدة ومحتملة، بالإضافة إلى 146 حالة وفاة. من بين 221 حالة إصابة، بلغ عدد المصابين العاملين في القطاع الصحي 26 شخص.
 الأمم المتحدة: بحلول نهاية أبريل، أكدت إحصاءات منظمة الصحة العالمية 239 حالة إصابة و160 حالة وفاة إجمالًا.

### مايو 2014

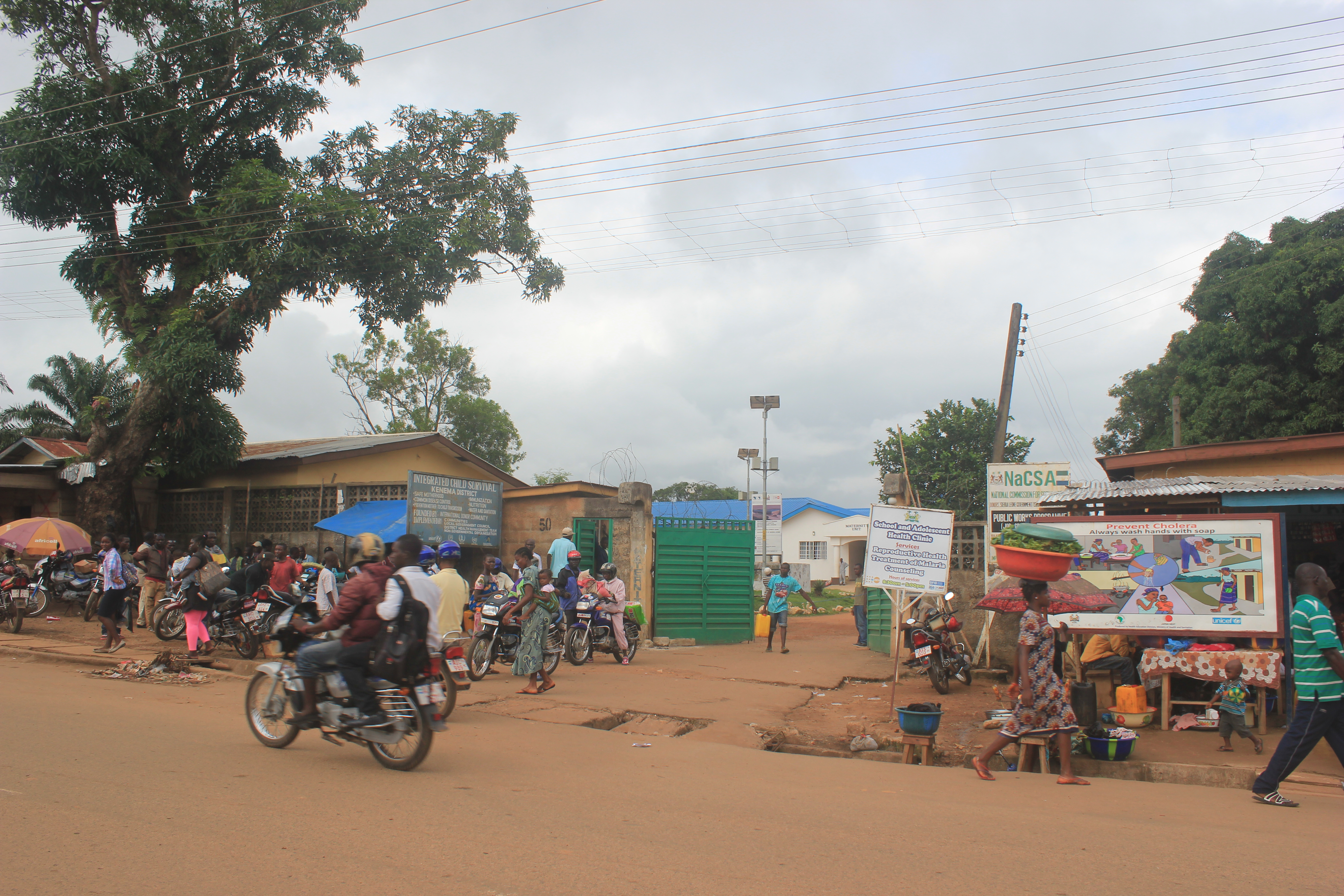
مستشفى كينيما في مدينة كينيما في سيراليون.

غينيا: في 12 مايو، أبلغ عن ظهور حالات إصابة في كوناكري، وهي عاصمة غينيا ومدينة يبلغ عدد سكانها مليوني نسمة تقريبًا.
 سيراليون: في 26 مايو، أبلغت منظمة الصحة العالمية عن أولى حالات الإصابة والوفاة في سيراليون، في منطقة كايلاهون. عزي انتشار هذه الحالات إلى جنازة معالج تقليدي يحظى باحترام واسع في كايلاهون، والذي أصيب بالمرض بعد علاجه مرضى مصابين بالإيبولا من غينيا.
 الأمم المتحدة: بحلول نهاية مايو، أكدت إحصائيات منظمة الصحة العالمية 383 حالة إصابة و211 حالة وفاة إجمالًا.

### يونيو 2014
سيراليون: في 11 يونيو، أغلقت سيراليون حدودها مع ليبيريا وغينيا، كما أغلقت عددًا من المدارس في جميع أنحاء البلاد. في 30 يوليو، بدأت الحكومة في نشر قواتها لفرض الحجر الصحي.
ليبيريا: في 17 يونيو، أفادت ليبيريا أن فيروس إيبولا قد وصل إلى عاصمتها مونروفيا.
 سيراليون: في 20 يونيو، أعلنت منظمة الصحة العالمية عن وجود ما يصل إلى 158 حالة إصابة في سيراليون. بالإضافة إلى منطقة كايلاهون، أبلغت الهيئات الطبية أيضًا عن تفشي الإصابة في كينيما وكامبيا وبورت لوكو والمناطق الريفية في المنطقة الغربية.
 منظمة أطباء بلا حدود: أعلنت منظمة أطباء بلا حدود في 21 يونيو أن الموجة الثانية من تفشي المرض خرجت عن السيطرة تمامًا، ودعت إلى حشد موارد ضخمة لمواجهة ذلك.
 الأمم المتحدة: بحلول نهاية يونيو، أكدت إحصاءات منظمة الصحة العالمية 779 حالة إصابة و481 حالة وفاة إجمالًا.